# Aechmea brevicollis
Aechmea brevicollis är en gräsväxtart som beskrevs av Lyman Bradford Smith. Aechmea brevicollis ingår i släktet Aechmea och familjen Bromeliaceae. Inga underarter finns listade i Catalogue of Life.